# 四阿山
36°32′30″N 138°24′47″E / 36.54167°N 138.41306°E

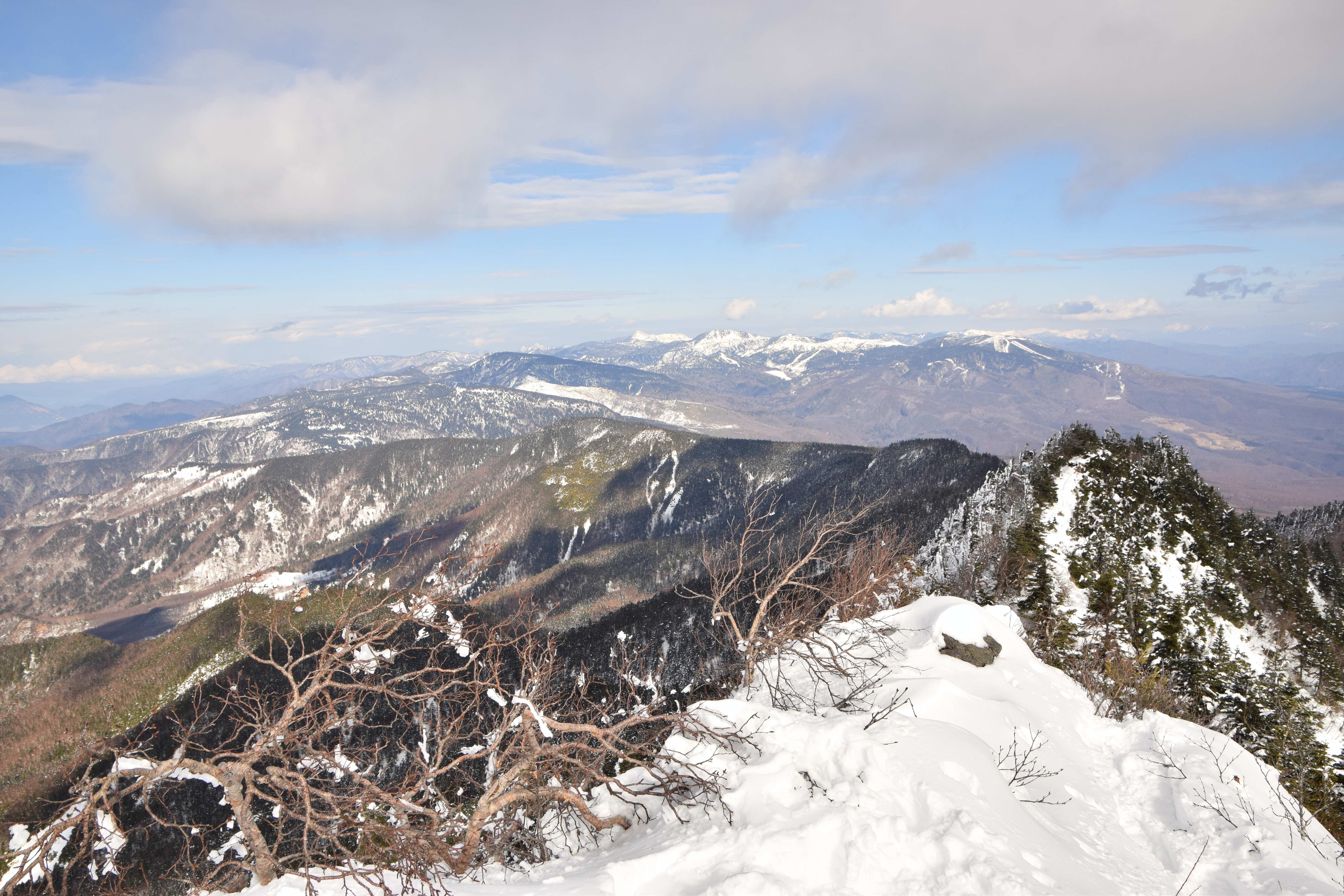
冬季的四阿山山頂

四阿山是日本一座橫跨群馬縣和長野縣的火山。標高2354公尺。日本百名山之一。

## 外部連結
- 维基共享资源上的相關多媒體資源：四阿山